# Кацпер Пьорун
Кацпер Пьорун (пол. Kacper Piorun; нар. 24 листопада 1991, Лович) – польський шахіст, гросмейстер від 2012 року, гросмейстер з розв'язування шахових задач від 2011 року.

## Шахова кар'єра
2006 року переміг на турнірі "Молоді таланти" в Обрі, а також показав дуже гарні результати на міжнародних турнірах за швейцарською системою в Кошаліні (Меморіал Йозефа Кочана, поділив 5-11 місце) і Поляниці-Здруй (Меморіал Рубінштейна, посів 5-те місце. 2007 року виграв перший у кар'єрі титул чемпіона Польщі серед юніорів, здобувши перемогу в Лебі в категорії до 16 років. 2008 року переміг на міжнародному чемпіонаті Малопольщі (разом з Кирилом Ступаком) і на турнірі за круговою системою в Рибнику (разом з Матеушем Бобулою), здобув у Лебі срібну медаль чемпіонату Польщі серед юніорів до 18 років і мав великий успіх у Варшаві, поділивши 1-ше місце (разом з Гжегожом Гаєвським і Володимиром Оніщуком) на опені-А міжнародного фестивалю пам'яті Мечислава Найдорфа. На перетині 2008 і 2009 років поділив 2-ге місце (позаду Гжегожа Гаєвського, разом із зокрема, Даріушем Сверчем, Мацеєм Нуркевичем і Вадимом Шишкіним) на турнірі Cracovia 2008/09, який відбувся в Кракові. У жовтні 2009 року на  чемпіонаті світу з вирішення шахових задач у Ріо-де-Жанейро, разом з Пьотром Мурдзею і Пьотром Горським, завоював золоту медаль у командному заліку. У листопаді 2009 року виборов бронзову медаль чемпіонату світу серед юніорів до 18 років, який відбувся в Анталії. 2010 року знову виграв титул чемпіона світу у вирішенні задач в командному заліку, поділив також 1-ше місце (разом зі Збігнєвом Стжемєцьким) на Меморіалі Рубінштейна в Поляниці-Здруй. 2011 року здобув у Єзі титул чемпіона світу з розв'язування задач, за це досягнення отримавши титул гросмейстера з розв'язування шахових задач. 2012 року поділив 2-ге місце (позаду Каміля Драгуна, разом з Давідом Арутюняном) у Вроцлаві, а в Пардубице виконав третю гросмейстерську норму, завдяки чому став першим в історії польським шахістом, який має титули гросмейстера в двох різновидах шахів. 
2012 року посів також 2-ге місце (позаду Олега Романишина) на меморіалі Мечислава Найдорфа у Варшаві, а в Кобе виборов бронзову медаль чемпіонату світу у вирішенні задач. У 2012 і 2013 роках двічі виборював титули чемпіона Польщі у вирішенні шахових задач. 2013 року здобув у Бидгощі золоту медаль чемпіонату Польщі з бліцу, одноосібно переміг на меморіалі Мечислава Найдорфа у Варшаві і здобув у Батумі дві медалі чемпіонату світу у вирішенні задач: золоту (в командному заліку) та срібну (в особистому заліку). 2014 року здобув у Катовицях срібну медаль чемпіонату Польщі серед студентів, поділив 2-ге місце (позаду Віктора Лазнічки, разом з Андрієм Вовком на турнірі Neckar Open у Дайцизау, здобув у Іхало золоту медаль на командному чемпіонаті Європи з вирішення шахових задач, а також дві золоті медалі (в особистому і командному заліку) на чемпіонаті світу з вирішення задач, який відбувся в Берні. Також 2014 року виграв свій третій титул чемпіона Польщі з вирішення задач. 2015 року посів 4-те місце у фіналі чемпіонату Польщі, а також переміг на турнірі за круговою системою в Стробеку.
Виграв золоту медаль на чемпіонаті світу у вирішенні задач 2017.
Представляв Польщу на командних змаганнях, зокрема:  на командному чемпіонаті Європи (2013) та двічі на командних чемпіонатах Європи серед юніорів до 18 років (2008, 2009), вигравши у командному заліку дві медалі: золоту (2008) і срібну (2009).
Найвищий рейтинг Ело в кар'єрі мав станом на 1 травня 2016 року, досягнувши 2681 очок займав тоді 60-те місце в рейтинг-листі ФІДЕ і 2-ге місце серед польських шахістів.
У рейтинг-листі з вирішення задач на 1 квітня 2014 року займав 4-те місце у світі з результатом 2713 очок.

## Зміни рейтингу
| На цьому місці має відображатися графік чи діаграма, однак з технічних причин його відображення наразі вимкнено. Будь ласка, не видаляйте код, який викликає це повідомлення. Розробники вже працюють для того, щоби відновити штатне функціонування цього графіка або діаграми. | |
| | На цьому місці має відображатися графік чи діаграма, однак з технічних причин його відображення наразі вимкнено. Будь ласка, не видаляйте код, який викликає це повідомлення. Розробники вже працюють для того, щоби відновити штатне функціонування цього графіка або діаграми. |